# E. M. Hearst
E. M. Hearst (geboren in Hamilton) ist ein amerikanischer Sänger und Musiker. Bekannt wurde Hearst insbesondere durch seine Beteiligung an den Gruppen The NULLL Collective und Wraith of the Ropes.

## Werdegang

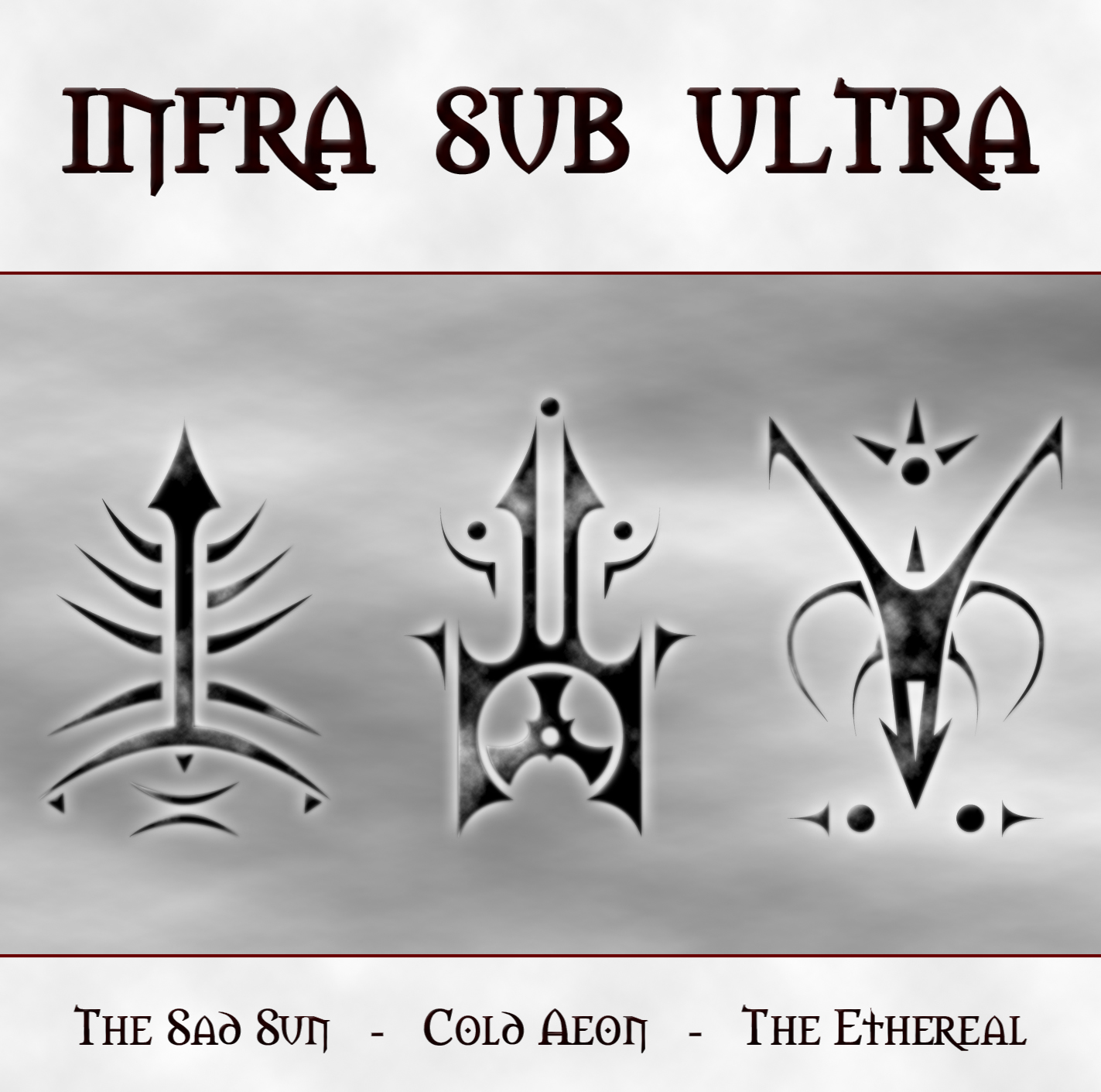
An der Kompilation Infra Sub Ultra war Hearst über das Projekt The Sad Sun beteiligt

In den späten 1990er Jahren spielte Hearst in der lokalen Industrial-Metal-Band Kindergarten. Als Nachfolgeprojekt gründete er 2001 gemeinsam mit dem Ehepaar „V. Rottinghouse“ und „Scarecrow Rottinghouse“ eine Extreme-Doom-Band unter dem Namen Cadaver Dogs, die im Jahr 2005 nach personellen Veränderungen als Wraith of the Ropes debütieren sollte. In der Zwischenzeit gründete Hearst das Solo-Nebenprojekt Torture Wheel, mit dem er insbesondere ungenutzte Rhythmus-Ideen für Wraith of the Ropes verwertete. Das Projekt debütierte über Nulll Records und stellte den Beginn mehrerer Kooperationen mit dem Labelbetreiber Stijn van Cauter dar. So kooperierten beide in den Gruppen The Sad Sun und The NULLL Collective. Nach dem Jahr 2010 blieben neue Veröffentlichungen von Hearst aus.

## Stil
Hearst tritt als Sänger in Erscheinung und spielt Keyboard, Gitarre, E-Bass und Synthesizer. Den programmierten Schlagzeugrhythmen ordnet er in seinen Projekten eine besonders hohe Relevanz zu. In der Programmierung des Drumcomputers orientiere er sich an Numerologie und Mathematik, um damit „Verlauf“, „Fluss“ und „Struktur“ der Stücke festzulegen, bevor er die Stücke „um den Rhythmus“ arrangiere. Hearst strebt meist eine schaurige Atmosphäre an und titulierte die Musik von Wraith of the Ropes als „Horror Metal“. Eine Nähe zum Industrial Metal ist in seinem musikalischen Schaffen meist gegeben. So sei das Debüt von Wraith of the Ropes Ada ein Funeral-Doom-Album, auf dem „Industrial-Elemente und Samples mit allgemeinen Funeral-Doom-Bezügen vermischt“ werden. Seinen spärlich eingesetzten und zwischen Growling und Screaming wechselnden Gesang wertet Hearst als nachrangig.

## Diskografie (Auswahl)
Mit The NULLL Collective
Mit The Sad Sun
Mit Torture Wheel
Mit Wraith of the Ropes